# Dag van het Park
De Dag van het Park is een jaarlijks Belgisch en Nederlands terugkerend evenement op de laatste zondag in mei of eerste zondag in juni.
In Vlaanderen bestaat het initiatief al 19 jaar (sinds wanneer geteld?). In Nederland sinds 2005 georganiseerd door de ANWB. Met de Dag van het Park wordt op een positieve manier aandacht gevraagd voor het groen in de stad. Bewoners kunnen (opnieuw) kennismaken met het park in hun directe woonomgeving. In Nederland nemen circa 60 gemeenten deel aan deze dag. In de parken vinden diverse activiteiten plaats.
In 2009 vond de start plaats op zondag 31 mei. Sommige gemeenten kiezen voor een andere datum om hun park onder de aandacht te brengen. In 2009 waren er circa 120.000 mensen in de parken, wellicht mede door het mooie weer. 